# Габріель Ландескуг
Габріель Ландескуг (швед. Gabriel Landeskog, нар. 23 листопада 1992, Стокгольм) — шведський хокеїст, крайній нападник клубу НХЛ «Колорадо Аваланч». Гравець збірної команди Швеції.

## Ігрова кар'єра
Хокейну кар'єру розпочав ще в юнацькому віці на батьківщині виступами в складі команди «Гаммарбю». Після успішного дебюту в складі молодіжної команди «Юргорден» у 2007, вже наступного сезону Габріель дебютував і в основному складі команди 21 лютого 2009 в матчі проти «Брюнеса» 2–4. Ландескуг став наймолодшим гравцем в історії «Юргордена». Він дебютував у віці 16 років, 90 днів. Також Габріель став і наймолодшим гравцем, який дебютував у шведський Елітсерії. 24 лютого він провів свій другий матч проти Шеллефтео АІК.

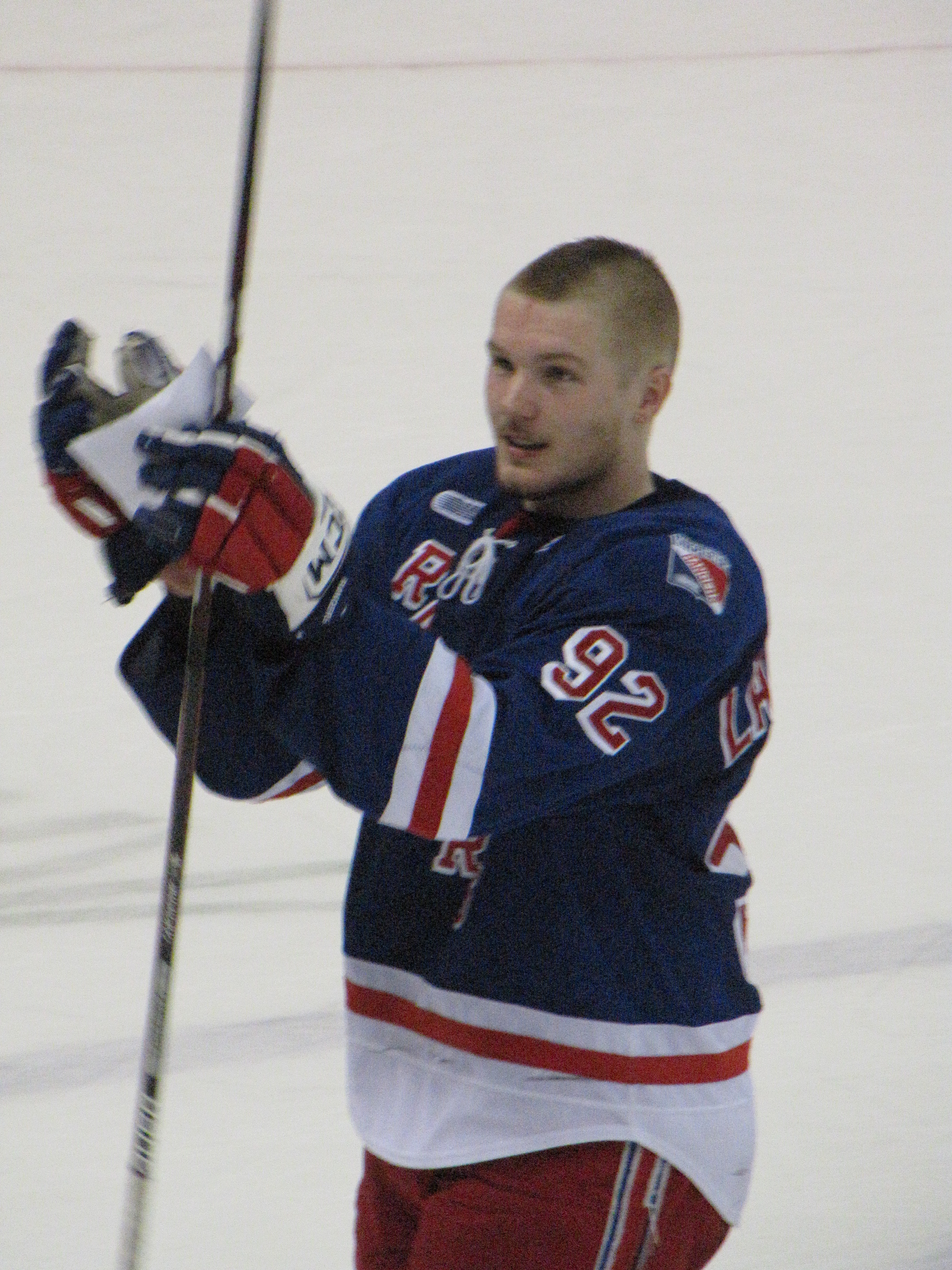
Ландескуг під час виступу за команду «Кіченер Рейнджерс» (ОХЛ)

Плімут Вейлерс клуб ОХЛ обрав його на драфті юних гравців, а 4 серпня 2009 перепродав на нього права «Кіченер Рейнджерс». У сезоні 2009/10 Габріель у складі «Рейнджерс» став другим за результативністю після лідера атак Джеффа Скіннера. Також Ландескуг був номінований на найкращого новачка ліги.
24 жовтня 2010, Габріеля обирають капітаном команди, до того ж він став першим капітаном з Європи. Сезон 2010/11 став останнім для нього на юніорському рівні вже влітку 2011 року Габріель був обраний на драфті НХЛ під 2-м загальним номером командою «Колорадо Аваланч».

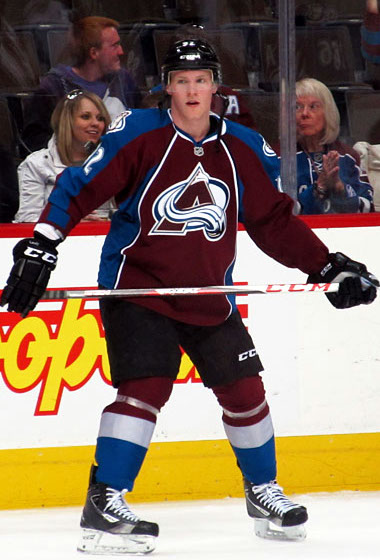
Ландескуг у складі «Колорадо Аваланч» у дебютному сезоні.

12 жовтня 2011, швед дебютує в складі «Колорадо Аваланч» у матчі проти «Колумбус Блю-Джекетс», а за 41 секунду до фінальної сирени закидає шайбу в ворота Стіва Мейсона та переводить гру в овертайм. Ландескуг став наймолодшим шведом, який відзначився голом у 18 років, 324 дні, згодом його рекорд перевершить Еліас Ліндгольм, відзначившись у віці 18 років, 311 днів. 22 жовтня 2011, Габріель відзначився дублем у матчі проти «Чикаго Блекгокс» (5–4). 1 березня 2012, названий найкращим гравцем лютого серед новачків. Загалом дебютний сезон вдався шведу, він відіграв всі матчі та набрав 52 очка, а за підсумками сезону отримав Пам'ятний трофей Колдера, приз найкращому новачку сезону НХЛ.
4 вересня 2012, «Лавини» оголосили Ландескуга капітаном команди, на той момент він став наймолодшим капітаном в НХЛ у віці 19 років, дев'ять місяців та 13 днів. Попередній рекорд належав Сідні Кросбі котрий став капітаном «Піттсбург Пінгвінс», але був старший за Габріеля на 11 днів. Лише 5 жовтня 2016 його перевершить Коннор Мак-Девід («Едмонтон Ойлерс»), який буде молодший на 20 днів. 
Через локаут свій перший матч, як капітан проведе лише 19 січня 2013. А до того часу він повернеться до «Юргордена» в складі якого проведе 17 матчів. Правда короткий сезон 2012/13 «лавини» завершать на останньому місці в Західній конференції. Ландескуг зіграє лише 36 матчів через травму. В активі шведа лише 17 очок (9+8). Незважаючи на це, «Колорадо Аваланч» уклали з ним семирічний контракт на суму $39 мільйонів доларів.
17 квітня 2014, Ландескуг закидає свою першу шайбу в серії плей-оф у матчі проти «Міннесота Вайлд».

## Збірна
У складі юніорської збірної Швеції провів 6 матчів.
Був гравцем молодіжної збірної Швеції, у складі якої брав участь у 7 іграх.
У складі національної збірної Швеції виступав на чемпіонаті світу 2012, причому був обраний помічником капітана Данієля Альфредссона. Габріель був другим наймолодшим гравцем збірної, старшим від нього на вісім місяців був Юнас Бродін. На чемпіонаті світу 2013 він став чемпіоном світу.
На Олімпійських іграх 2014 в складі збірної став срібним призером.
На Кубку світу 2016 разом із збірної дійшли до півфіналу, де поступились збірній Європи 2–3 в овертаймі.
Весною 2017 на 81-му чемпіонаті світу в Німеччині та Франції вдруге став чемпіоном світу.

## Нагороди та досягнення
- Пам'ятний трофей Колдера — 2012.

## Статистика

### Клубні виступи
| Сезон        | Клуб                | Ліга         | Регулярний сезон | Регулярний сезон | Регулярний сезон | Регулярний сезон | Регулярний сезон | Плей-оф | Плей-оф | Плей-оф | Плей-оф | Плей-оф |
| Сезон        | Клуб                | Ліга         | І                | Г                | П                | О                | ШХ               | І       | Г       | П       | О       | ШХ      |
| ------------ | ------------------- | ------------ | ---------------- | ---------------- | ---------------- | ---------------- | ---------------- | ------- | ------- | ------- | ------- | ------- |
| 2007–08      | «Юргорден»          | J20          | 1                | 0                | 0                | 0                | 0                | —       | —       | —       | —       | —       |
| 2008–09      | «Юргорден»          | J20          | 31               | 7                | 14               | 21               | 63               | 6       | 1       | 0       | 1       | 8       |
| 2008–09      | «Юргорден»          | Елітсерія    | 3                | 0                | 1                | 1                | 2                | —       | —       | —       | —       | —       |
| 2009–10      | «Кіченер Рейнджерс» | ОХЛ          | 61               | 24               | 22               | 46               | 51               | 20      | 8       | 15      | 23      | 18      |
| 2010–11      | «Кіченер Рейнджерс» | ОХЛ          | 53               | 36               | 30               | 66               | 61               | 7       | 6       | 4       | 10      | 2       |
| 2011–12      | «Колорадо Аваланч»  | НХЛ          | 82               | 22               | 30               | 52               | 51               | —       | —       | —       | —       | —       |
| 2012–13      | «Юргорден»          | Аллсв        | 17               | 6                | 8                | 14               | 32               | —       | —       | —       | —       | —       |
| 2012–13      | «Колорадо Аваланч»  | НХЛ          | 36               | 9                | 8                | 17               | 22               | —       | —       | —       | —       | —       |
| 2013–14      | «Колорадо Аваланч»  | НХЛ          | 81               | 26               | 39               | 65               | 71               | 7       | 3       | 1       | 4       | 8       |
| 2014–15      | «Колорадо Аваланч»  | НХЛ          | 82               | 23               | 36               | 59               | 79               | —       | —       | —       | —       | —       |
| 2015–16      | «Колорадо Аваланч»  | НХЛ          | 75               | 20               | 33               | 53               | 69               | —       | —       | —       | —       | —       |
| 2016–17      | «Колорадо Аваланч»  | НХЛ          | 72               | 18               | 15               | 33               | 62               | —       | —       | —       | —       | —       |
| Усього в НХЛ | Усього в НХЛ        | Усього в НХЛ | 428              | 118              | 161              | 279              | 354              | 7       | 3       | 1       | 4       | 8       |

### Збірна
| Рік                      | Команда                  | Турнір                   | Місце                    | І  | Г | П | О  | ШХ |
| ------------------------ | ------------------------ | ------------------------ | ------------------------ | -- | - | - | -- | -- |
| 2009                     | Швеція                   | ЮЧС18                    | 5-е                      | 6  | 4 | 0 | 4  | 24 |
| 2011                     | Швеція                   | МЧС                      | 4-е                      | 1  | 1 | 1 | 2  | 0  |
| 2012                     | Швеція                   | ЧС                       | 6-е                      | 8  | 1 | 4 | 5  | 6  |
| 2013                     | Швеція                   | ЧС                       | 1                        | 10 | 3 | 1 | 4  | 18 |
| 2014                     | Швеція                   | ОІ                       | 2                        | 6  | 0 | 1 | 1  | 4  |
| 2016                     | Швеція                   | КС                       | 3                        | 4  | 1 | 0 | 1  | 2  |
| 2017                     | Швеція                   | ЧС                       | 1                        | 10 | 2 | 3 | 5  | 2  |
| Молодіжна/юнацька збірні | Молодіжна/юнацька збірні | Молодіжна/юнацька збірні | Молодіжна/юнацька збірні | 7  | 5 | 1 | 6  | 24 |
| Національна збірна       | Національна збірна       | Національна збірна       | Національна збірна       | 38 | 7 | 9 | 16 | 32 |